# Lamotte-Buleux
Lamotte-Buleux és un municipi francès situat al departament del Somme i a la regió dels Alts de França. L'any 2007 tenia 339 habitants.

## Demografia

### Població

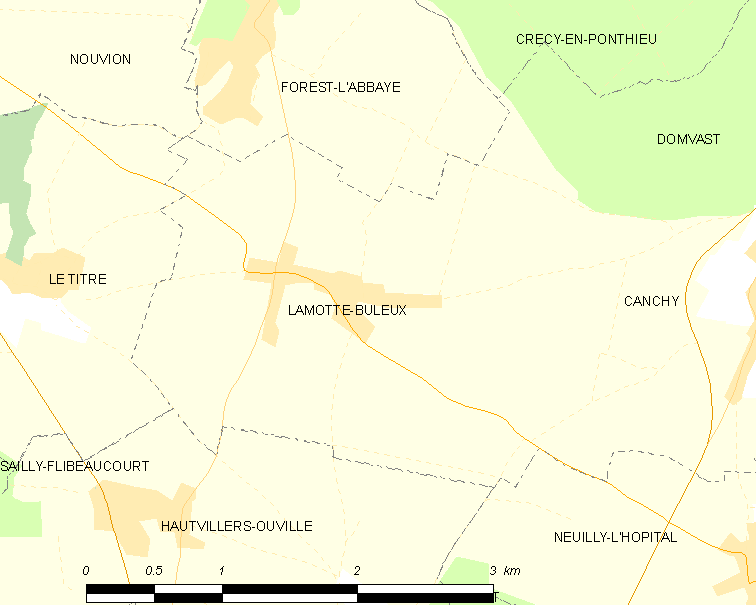

El 2007 la població de fet de Lamotte-Buleux era de 339 persones. Hi havia 120 famílies de les quals 12 eren unipersonals (4 homes vivint sols i 8 dones vivint soles), 54 parelles sense fills, 46 parelles amb fills i 8 famílies monoparentals amb fills.
La població ha evolucionat segons el següent gràfic:
Habitants censats

### Habitatges

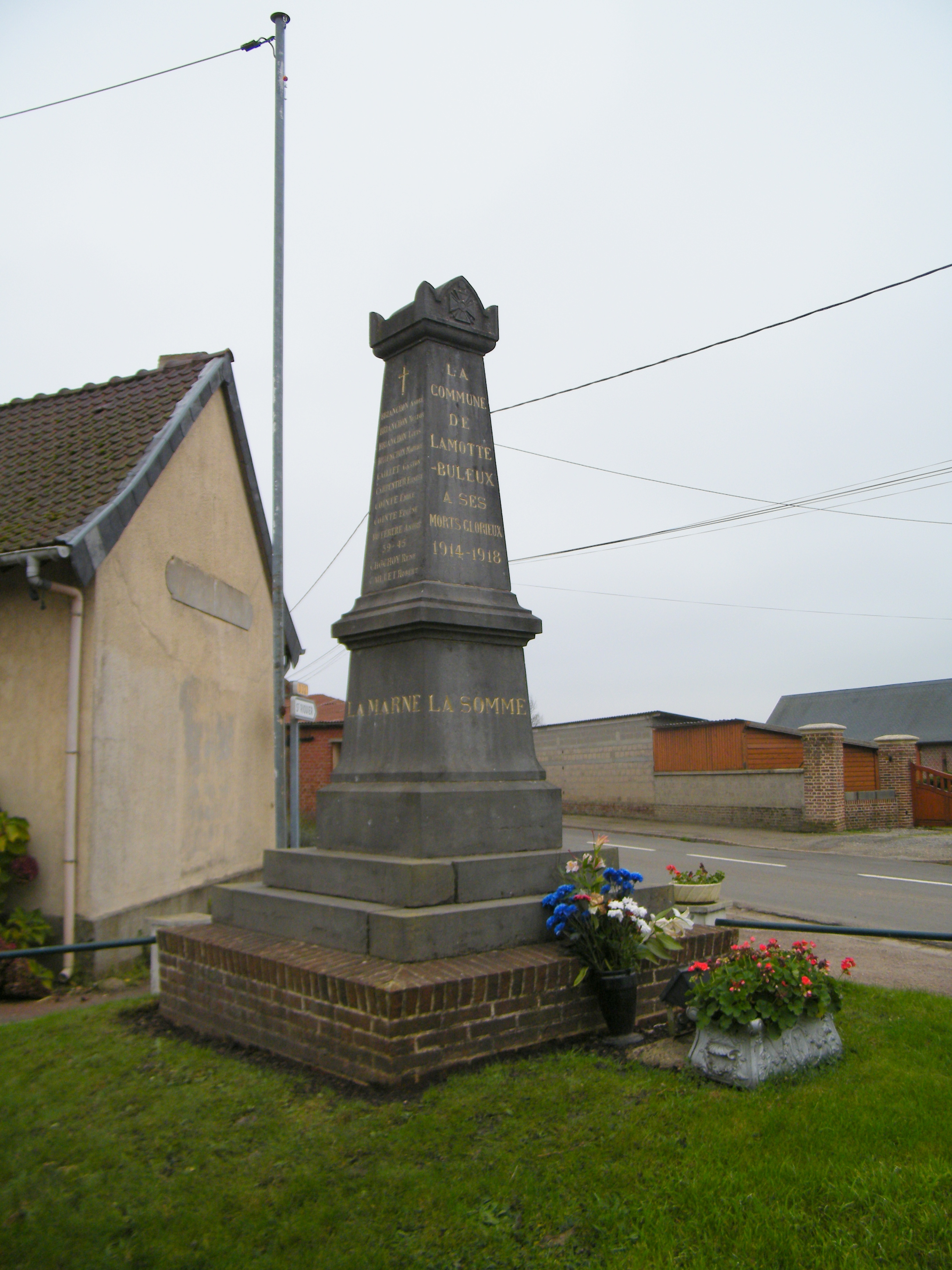

El 2007 hi havia 138 habitatges, 126 eren l'habitatge principal de la família, 5 eren segones residències i 6 estaven desocupats. 133 eren cases i 3 eren apartaments. Dels 126 habitatges principals, 117 estaven ocupats pels seus propietaris i 9 estaven llogats i ocupats pels llogaters; 2 tenien una cambra, 5 en tenien dues, 16 en tenien tres, 37 en tenien quatre i 67 en tenien cinc o més. 97 habitatges disposaven pel capbaix d'una plaça de pàrquing. A 43 habitatges hi havia un automòbil i a 69 n'hi havia dos o més.

### Piràmide de població

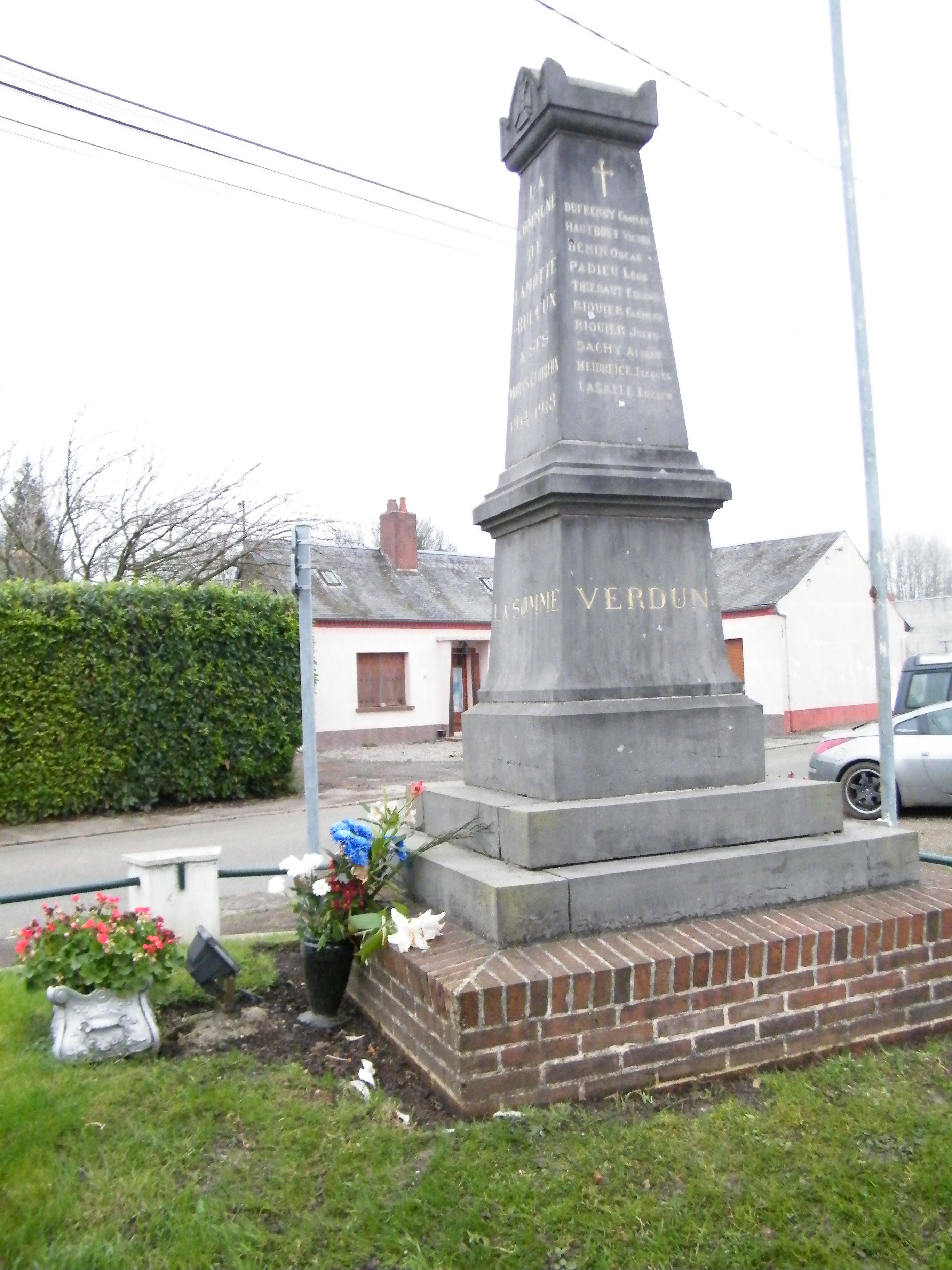

La piràmide de població per edats i sexe el 2009 era:
| Homes | Edats   | Dones |
| ----- | ------- | ----- |
| 0     | 95 o +  | 0     |
| 0     | 90 a 94 | 0     |
| 0     | 85 a 89 | 0     |
| 0     | 80 a 84 | 0     |
| 12    | 75 a 79 | 8     |
| 12    | 70 a 74 | 16    |
| 0     | 65 a 69 | 16    |
| 8     | 60 a 64 | 0     |
| 20    | 55 a 59 | 8     |
| 0     | 50 a 54 | 8     |
| 4     | 45 a 49 | 12    |
| 24    | 40 a 44 | 8     |
| 16    | 35 a 39 | 20    |
| 0     | 30 a 34 | 12    |
| 8     | 25 a 29 | 4     |
| 16    | 20 a 24 | 0     |
| 12    | 15 a 19 | 8     |
| 4     | 10 a 14 | 12    |
| 8     | 5 a 9   | 12    |
| 12    | 0 a 4   | 0     |

## Economia

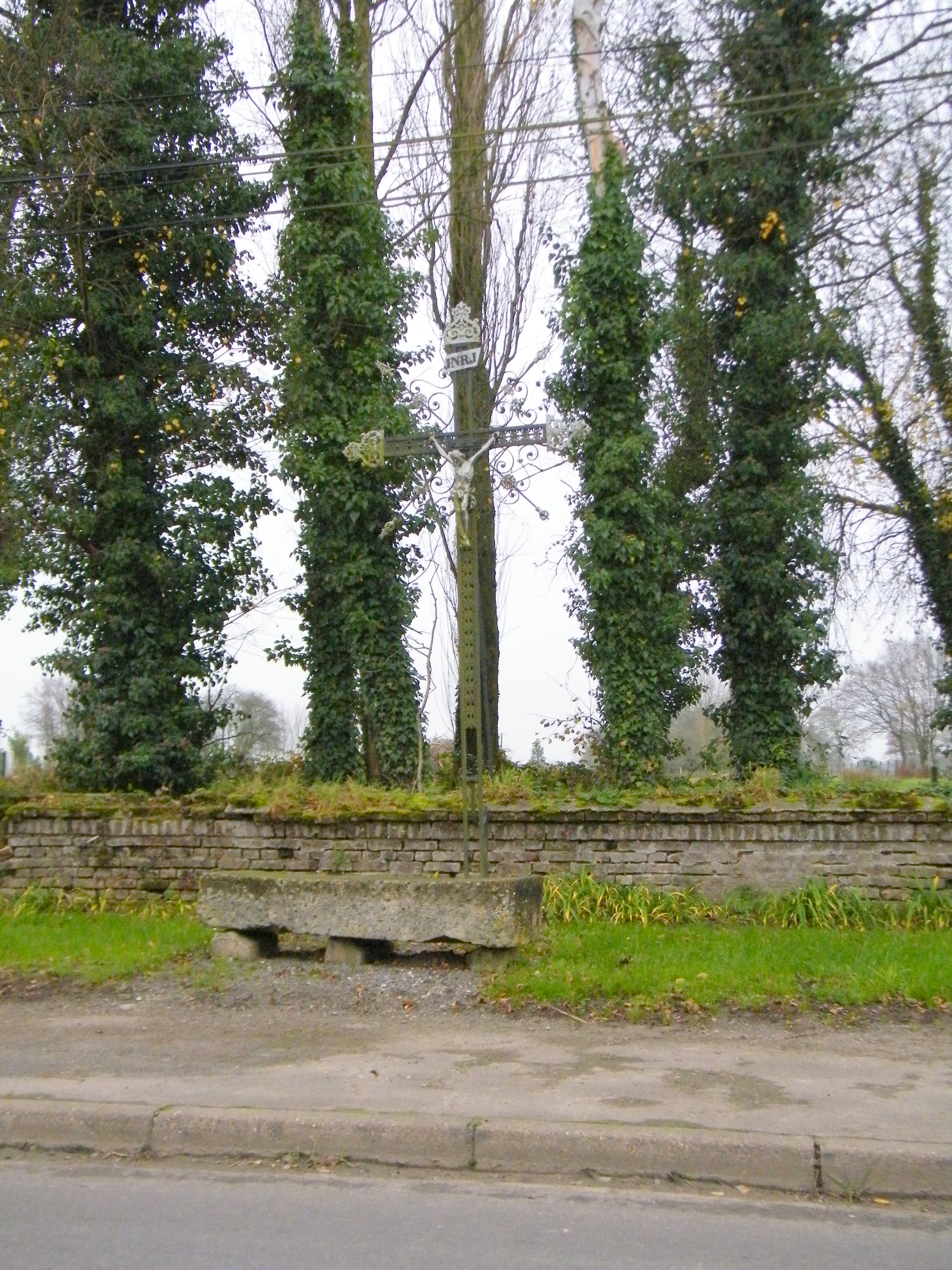

El 2007 la població en edat de treballar era de 221 persones, 152 eren actives i 69 eren inactives. De les 152 persones actives 139 estaven ocupades (75 homes i 64 dones) i 13 estaven aturades (5 homes i 8 dones). De les 69 persones inactives 24 estaven jubilades, 20 estaven estudiant i 25 estaven classificades com a «altres inactius».

### Ingressos
El 2009 a Lamotte-Buleux hi havia 130 unitats fiscals que integraven 340 persones, la mediana anual d'ingressos fiscals per persona era de 18.267 €.

### Activitats econòmiques
Dels 7 establiments que hi havia el 2007, 1 era d'una empresa extractiva, 2 d'empreses de construcció, 1 d'una empresa financera, 2 d'empreses de serveis i 1 d'una empresa classificada com a «altres activitats de serveis».
Dels 2 establiments de servei als particulars que hi havia el 2009, 1 era un paleta i 1 fusteria.
L'any 2000 a Lamotte-Buleux hi havia 6 explotacions agrícoles.

## Equipaments sanitaris i escolars

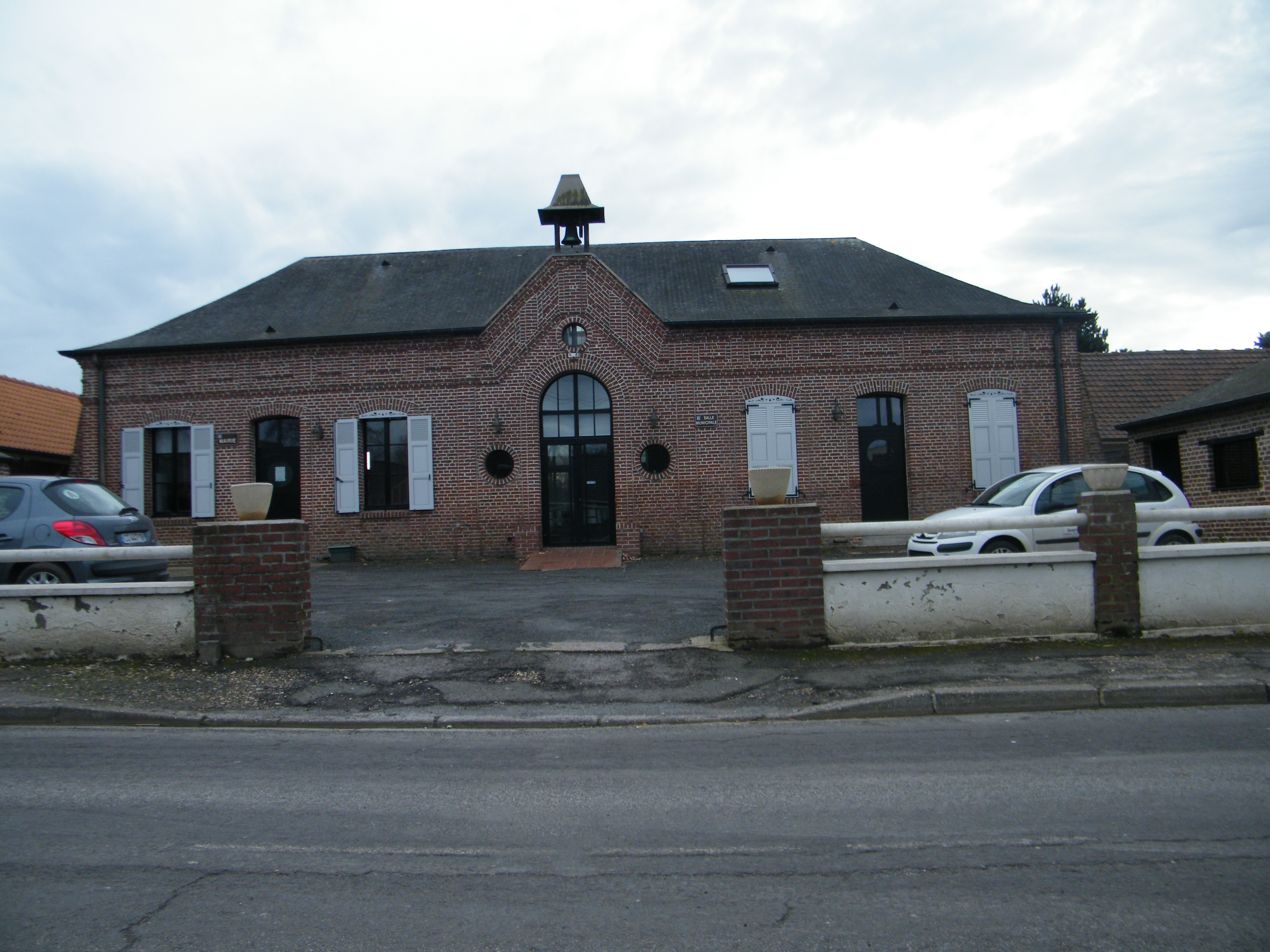

El 2009 hi havia una escola elemental integrada dins d'un grup escolar amb les comunes properes formant una escola dispersa.

## Poblacions més properes
El següent diagrama mostra les poblacions més properes.